# Volfrám
A volfrám fémes elem, átmenetifém. A rendszáma 74, a vegyjele W.

## Név
Elnevezése angol nyelvterületen tungsten (svédül „nehéz kő”), angolul és franciául ma is így nevezik. Német nyelvterületen Wolframnak hívják. Nyelvújításkori magyar neve seleny. A volfrám név a wolframit ásványból ered, amelyet német bányászok neveztek el (Wolfrahm ’farkashab’), valószínűleg a kohósítást zavaró, felhabzást okozó hatásra utalva.

## Felfedezés
Carl Wilhelm Scheele 1781-ben volfrámsavat állított elő az akkor még tungsten nevű, később róla scheelitnek (CaWO4) elnevezett ásványból.
A spanyol D′Elhuyar testvérek volframitból állították elő a fémet 1783-ban.

## Tulajdonságai
Relatív atomtömeg: 183,85
Izotópok: 5 stabil és 21 instabil izotópja van
Elektronkonfiguráció: [Xe]4f145d46s2

### Fizikai tulajdonságok

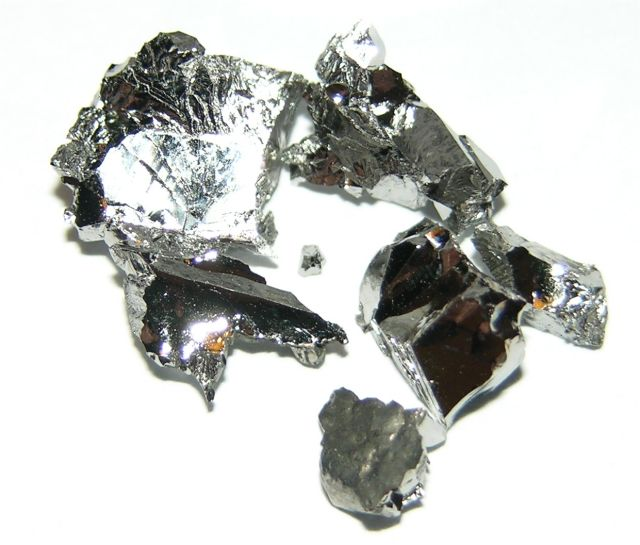
Nagy tisztaságú volfrám

Kissé szürkés, erősen fémfényű kemény fém. Rácsa köbös tércentrált. A legmagasabb olvadáspontú fém (3380 °C fölött). Sűrűsége is nagy: 19,26 g/cm³. Jó elektromos vezető. Ellenállásának hőfoktényezője 4,8·10−3/K.

### Kémiai tulajdonságok
A krómcsoport harmadik eleme. Halogének megtámadják. Levegőn közönséges hőmérsékleten nem változik, hevítve sárga trioxiddá oxidálódik. A nitrogén még 1500 °C-on sem reagál vele. Szénnel, szilíciummal, bórral magas hőmérsékleten vegyületeket alkot. Közönséges hőmérsékleten jól ellenáll savakkal szemben. Tömény kénsav és foszforsav azonban 110 °C felett megtámadja. Salétromsav és hidrogén-fluorid elegyében oldódik. Alkálilúgok nem hatnak rá, de olvadékuk oxidáló anyag jelenlétében feloldja. Hidrogén-peroxidos KOH-oldatban is oldódik. Ammóniában hevítve nitriddé alakul. Vízgőzzel magas hőmérsékleten megfordíthatóan reagál: W + 2 H2O ⇌ WO2 + 2 H2. Ezért ha az izzólámpában vízgőz marad, a volfrámszál oxidálódik, elvékonyodik és kiég.

## Előfordulás
Ásványai közül a legfontosabb a scheelit (CaWO4) és a volframit [(Fe, Mn)WO4].
A Kongói Demokratikus Köztársaságban nagy mennyiségben található volfrám bányászatához kapcsolódó erőszakos cselekedetekért egyes civil szervezetek az elektronikai vállalatokat teszik felelőssé, amennyiben illegálisan, fekete piacról szerzik be a termékeik előállításához szükséges alapanyagok egy részét.
Kínában, Tasmaniában és Portugáliában is bányásszák.

## Előállítás
Az ércet először úsztatással dúsítják, és első lépésben nyers volfrám-trioxidot állítanak elő, majd tisztítás után tiszta hidrogénnel redukálják volfrámporrá. Ebből sajtolnak rudacskákat, amiből melegkovácsolással, izzó állapotban alakítják ki a huzallá húzható fémet. Az izzólámpákban használt spirált egy-kétszázad milliméter vastagságú szálból készítik. Megfelelő adalékok biztosítják, hogy izzás közben ne veszítse el kristályos jellegét.

## Felhasználása

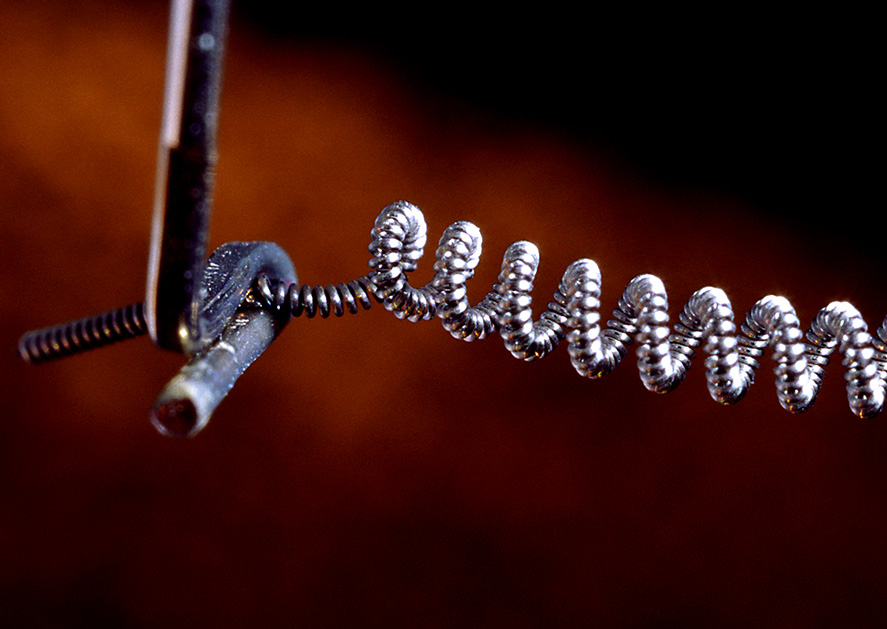
Egy izzólámpa izzószála

A legnagyobb mennyiségben nemesacél ötvözetek és volfrám-karbid (vidia) gyártására használják.
Kevesebbet használnak izzólámpa-gyártásra – egy átlagos izzólámpa 8 milligramm volfrámot tartalmaz. A volfrámszálas izzólámpát az Egyesült Izzóban fejlesztették ki 1903-ban.
Vegyületeit a szövetfestésben és a szilikátiparban használják. A volfrám az egyik legkeményebb és legmagasabb olvadáspontú fém. Felhasználása ennek megfelelő: izzólámpákban izzószál, argon hegesztőbe, laborban oltópálca, harckocsikban páncéllemez és páncéltörő lőszerben harci rész. A darts játékban használt legjobb minőségű nyilak (darts) szintén volfrámot tartalmaznak.
A volfrám sűrűsége megközelítőleg azonos az aranyéval, de értéke csak századrésze annak, ezért hamisítók néha felhasználják aranytömbök belsejének kitöltésére. Mivel az arany az ólomnál hétszer erősebben nyeli el a röntgensugarakat, az ilyen visszaélést átvilágítással nem lehet kiszűrni. A volfrámban és az aranyban viszont más sebességgel terjed az ultrahang, és a két fém mágneses térben is eltérően viselkedik. Megfelelő műszerrel így sérülés nélkül eldönthető, hogy valódi-e az aranytömb.